# Crawl (film)
Crawl är en amerikansk skräckfilm från 2019, regisserad av Alexandre Aja.
Filmen utspelar sig i Florida. Haley Keller är en simmerska på sitt universitetslag. En dag får hon ett samtal från sin syster som varnar att en orkan med kategori 5 på Saffir–Simpsons orkanskala är på väg. Syster uppmanar henne att ta sig till säkerhet, eller lämna delstaten. Haley är bekymrad för sin pappa Dave. Hon bestämmer sig för att leta efter honom, men upptäcker att han inte är i sin lägenhet. Hon beger sig istället till familjens gamla stuga. Där upptäcker hon sin far medvetslös, och omgiven av ett antal livsfarliga alligatorer.

## Rollista (i urval)
- Kaya Scodelario – Haley Keller
- Barry Pepper – Dave Keller